# Katulampa
Katulampa is een bestuurslaag in het regentschap Kota Bogor van de provincie West-Java, Indonesië. Katulampa telt 27.080 inwoners (volkstelling 2010).